# هاسمیک (هنرپیشه)
تاگوهی استپانی هاکوبیان (ارمنی: Թագուհի Ստեփանի Հակոբյան؛ انگلیسی: Taguhi Hakobian) با نام هنری هاسمیک ارمنی: Հասմիկ؛ انگلیسی: Hasmik؛ ۲۱ مارس ۱۸۷۹ – ۲۳ اوت ۱۹۴۷) یک بازیگر سینما اهل ارمنستان بود. وی بین سال‌های ۱۹۲۵ تا ۱۹۴۴ میلادی فعالیت می‌کرد. هاسمیک از نخستین هنرپیشگان سینمای ارمنستان بوده است.

## زندگی‌نامه
وی در ۲۱ مارس ۱۸۷۸ در نخجوان به دنیا آمد . سورن هاسمیکیان نوه وی باشد. وی برنده جوایزی همچون نشان پرچم سرخ کار، هنرمند مردمی ارمنستان شوروی و هنرمند شایسته ارمنستان شوروی شد. وی در ۲۳ اوت ۱۹۴۷ در سن ۶۹ سالگی در ایروان درگذشت.

## بخشی از فیلمشناسی
از فیلم‌ها یا برنامه‌های تلویزیونی که هاسمیک در آن نقش داشته است می‌توان به آثار زیر اشاره کرد:
- ناموس (۱۹۲۶)
- روح شیطان (۱۹۲۷)
- گیکور (۱۹۳۴)
- دو شب (۱۹۳۲)
- زانگزور (۱۹۳۸)
- پپو (۱۹۳۵)
- داویت بک (۱۹۴۴)

## نگارخانه

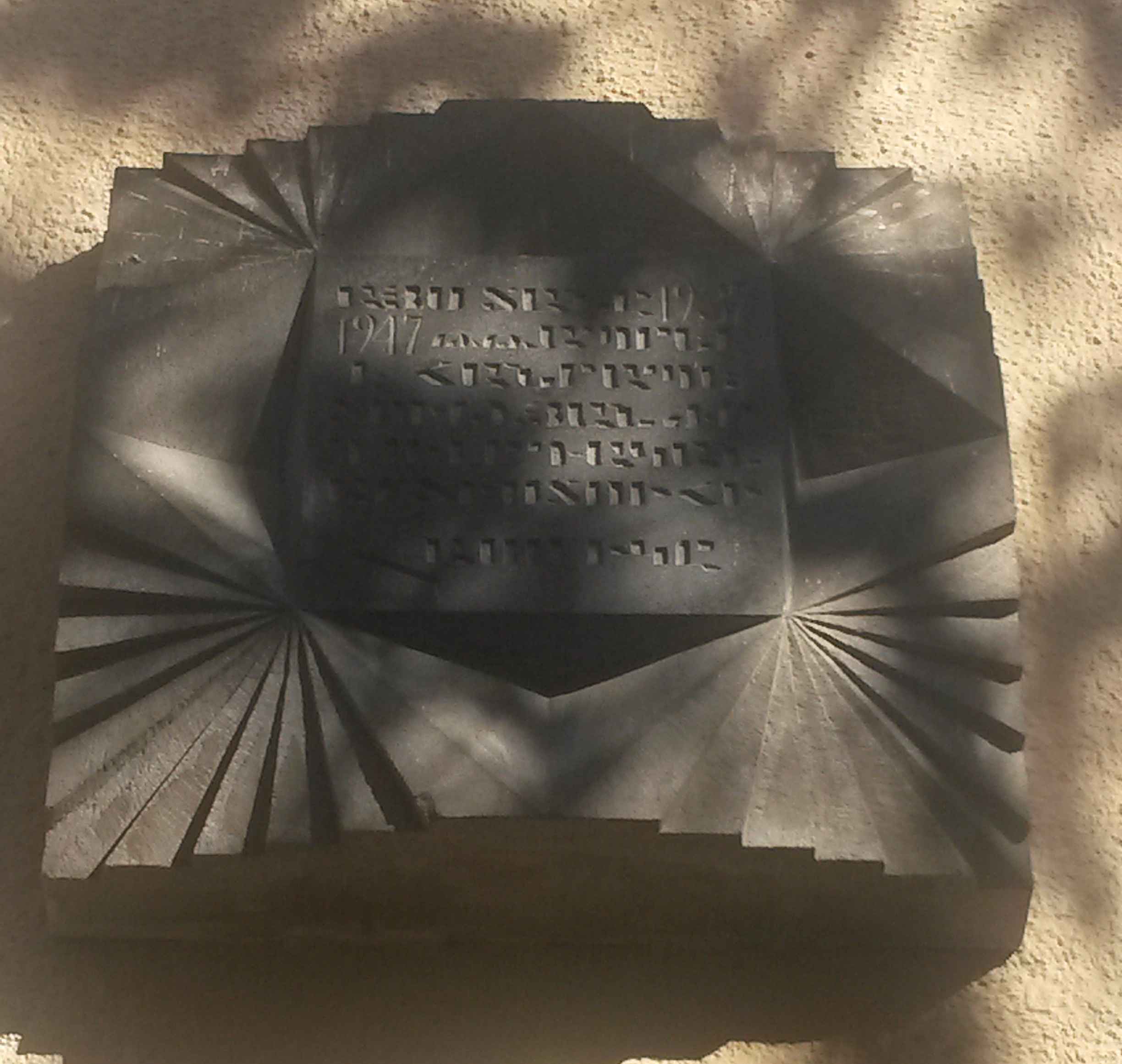
پلاک هاسمیک